# Ghiacciaio Sorenson
Il ghiacciaio Sorenson (in inglese Sorenson Glacier) è un ampio ghiacciaio situato sulla costa di Walgreen, nella parte orientale della Terra di Marie Byrd, in Antartide. Il ghiacciaio, il cui punto più alto si trova a poco più di 200 m s.l.m., è situato in particolare sulla costa nord-occidentale della penisola Bear e da qui fluisce verso ovest, scorrendo tra il duomo Moore e lo sperone Rogers, fino ad andare ad alimentare la piattaforma glaciale Dotson.

## Storia
Il ghiacciaio Sorenson è stato mappato dallo United States Geological Survey grazie a ricognizioni terrestri dello stesso USGS e a fotografie aeree scattate dalla marina militare statunitense (USN) nel periodo 1959-1967; esso è stato poi così battezzato nel 1977 dal Comitato consultivo dei nomi antartici in onore di Jon E. Sorenson, un ingegnere civile membro della squadra del Programma Antartico degli Stati Uniti d'America che passò l'inverno alla base Amundsen-Scott nel 1975.